# 常光神社
常光神社（じょうこうじんじゃ）は、埼玉県鴻巣市の神社。

## 歴史
創建年代は不明である。ただ江戸時代後期の地誌『新編武蔵風土記稿』に記載されていることから、その頃には既に存在していたものと推測される。近くの西福寺が別当寺であった。
1873年（明治6年）、近代社格制度に基づく「村社」に列せられ、1913年（大正2年）に社殿の新改築を行い、「神饌幣帛料供進社」に指定された。1951年（昭和26年）、当時の常光村から「常光神社」に改称した。

## 交通アクセス
- 路線バスクリーンセンターあさひ停留所より徒歩13分。